# Matti Kamenz
Matti Kamenz (* 9. August 1998 in Spremberg) ist ein deutscher Fußballspieler.

## Karriere
Matti Kamenz begann seine fußballerische Laufbahn im Jahr 2005, als er als Siebenjähriger dem SC Spremberg in seiner Geburtsstadt beitrat. Bald darauf wechselte er zum FC Energie Cottbus, dessen sämtliche Jugendmannschaften ab der D-Jugend er in den folgenden Jahren durchlief. Im Jahr 2016 rückte Kamenz in die Erste Mannschaft auf, wo er aber kein Spiel bestritt. Zur Saison 2018/19 wechselte er zum Drittligisten FSV Zwickau. Dort kam er auch zu seinem ersten Einsatz im Profibereich und für den FSV Zwickau als er am 16. September 2018 gegen die Sportfreunde Lotte auflief. Nachdem er für seinen Verein in vier Spielzeiten zu insgesamt 13 Pflichtspieleinsätzen gekommen war, wechselte er im Sommer 2022 zum Regionalliga-Aufsteiger Greifswalder FC. Ein Jahr später wechselte er zum Oberligisten SC Freital.